# Прототигридські мови
Прототигридські мови або  «бананові мови» (англ. Proto-Tigridian substrate languages, англ. Banana languages) — гіпотетичні найдавніші мови долини річки Тигр, що нібито існували там до приходу шумерів в ранньоубейдський період (5300-4700 до н. е.).
Розробкою гіпотези прототигридських мов займалися Ігнас Гельб і Ігор Дьяконов; в числі прихильників цієї гіпотези був Семюел Крамер. 
Термін «бананові мови» запропонований І. Дьяконовим на підставі наявності в шумерських текстах великої кількості імен з повторенням складів (як в англійському слові banana): Забаба, Хумбаба, Бунене, Інанна та ін. Зазначена особливість була властива також мінойській мові, чиї генетичні зв'язки до теперішнього часу не встановлені. Автори гіпотези пов'язували «бананові мови» з хасунською або самаррською культурами.
Також «бананові» імена, ймовірно, представлені серед імен вождів гіксосів, які не мають надійної семітської етимології - Бнон, Апопі та ін. 
Гіпотезу про «бананові мови» підтримали лише нечисленні вчені. Різкій критиці піддав її Г. Рубіо, який припустив семітську етимологію у багатьох «бананових» іменах .
В даний час в середовищі шумерологів взяв гору скептицизм щодо можливості надійних субстратних реконструкцій, виходячи з сучасного рівня знань.